# Jean-Baptiste-René Pouppé Desportes
Pour les articles homonymes, voir Desportes.
Jean-Baptiste-René Pouppé Desportes est un médecin et un botaniste français, médecin du roi à l'île de Saint-Domingue, pionnier de la médecine tropicale, né à Vitré le 28 septembre 1704 et mort au Quartier-Morin le 15 février 1748 .

## Biographie
Jean-Baptiste-René Pouppé Desportes est le fils de René Pouppé Desportes, docteur en médecine, et de Jeanne Arot de Landavran, fille de Jean Arot, receveur alternatif des fouages et tailles de Vitré et Fougères. Sa famille était originaire d'Évron, dans le Bas-Maine.
Il a étudié la médecine à Paris pendant six ans. Il a suivi les cours du Jardin du Roi, persuadé que la connaissance des plantes lui permettrait de guérir toutes les maladies. Il critique les discours de l'époque sur les médecines considérant qu'ils sont fondés sur des systèmes plus éblouissants que vrais. Il a quand même suivi les médecins de l'hôpital de l'Hôtel-Dieu et de la Charité. À défaut d'apprendre comment traiter correctement les maladies, cela lui permettrait de connaître les symtômes et d'acquérir le coup d'œil qui détermine un médecin. Il a été reçu docteur en médecine à Reims et a passé sa thèse sur le sujet An vita et mors mechanicè fiant qu'il a dédiée à M. de Jussieu.
Il a obtenu, à l'âge de 28 ans, la place de médecin du roi à l'île de Saint-Domingue,. Il est arrivé à Cap-Français le 22 octobre 1732.
La médecine sur l'île était à son arrivée dans un état déplorable. Il s'est d'abord employé à y remettre de l'ordre et de l'activité. L'hôpital est rétabli. Il n'avait à l'origine que 20 lits, il a porté le nombre à 100. Il a rédigé un règlement obligeant tout médecin arrivant dans l'île à passer une année à l'hôpital. Il a recueilli des documents venant de différentes mains sur les maladies du pays et leurs traitements en usage.
Il a étudié les plantes du pays sous le rapport de l'histoire naturelle et sous les rapports économique et commercial. Le Père Le Pers lui a transmis ses notes sur les plantes. Il s'est aussi servi des relevés du Père Charles Plumier.
Il a été membre correspondant de l'Académie royale des sciences à partir de 1738. Il est mort au Quartier-Morin, chez M. Lacombe, major des Suisses, le 15 février 1748, âgé de 43 ans et 5 mois.

## Publications
- Histoire des maladies de S. Domingue. Par M. Pouppé Desportes .... , À Paris, Chez Lejay, 1770, 3 vol (le premier tome commence par un abrégé de sa vie), tome 1, tome2. Le 3e tome est intitulé Traité ou Abrégé des plantes usuelles de S. Domingue (lire en ligne).
- Histoire des constitutions épidémiques de Saint-Domingue, et de la description de la fièvre jaune, dans William Grant, traduction de Jean-Baptiste Lefebvre de Villebrune, Recherches sur les fièvres, selon qu'elles dépendent des variations des saisons, et telles qu'on les a observées a Londres pendant vingt années consécutives avec des observations de pratique sur la meilleure manière de les guérir, chez Mme Veuve Picot, Montpellier, 1821, tome 2, p. 267-489 (lire en ligne)